# 尺尊公主

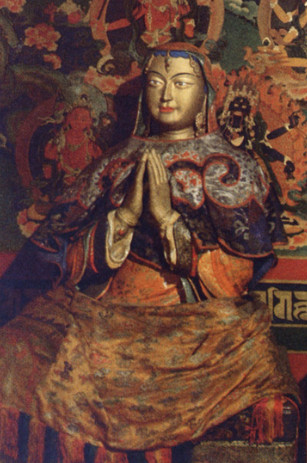
尺尊公主

尺尊公主（又譯墀尊公主、赤尊公主，藏語：བལ་མོ་བཟ་ཁྲི་བཙུན་，威利转写：Bal-mo-bza' Khri-btsun，“拜木萨尺尊”，意为“来自泥婆罗的王后尺尊”；？—649年），原名布里庫提（梵語： Bhrkuti Devi，又译波利庫姬、毗俱胝）。尼婆罗（今尼泊爾）公主，嫁给吐蕃（今中国西藏）赞普松贊干布。

## 生平
尺尊公主出身泥婆罗塔庫里王朝，父親名為鴦輸伐摩（光胄王）。當時松贊干布統一吐蕃，國勢強盛，派遣噶尔·东赞域松（禄东赞）率随从一百多人前往泥婆罗請求通婚，献上五枚金币和镶嵌有宝石的琉璃头盔作为聘礼。鴦輸伐摩最初看不起吐蕃，表现非常傲慢。他认为吐蕃是蛮荒之地、不信佛法，拒绝这一婚约。东赞域松便取出事先准备好的书信。信中威胁说：“要这样做了你还不允许出嫁公主，我就化身军旅五万人前来，杀死你，劫回公主，摧毁你所有城市。”松赞干布派“神变大军”兵临王宫之前，光胄王大惧。為了求取邊境和平，只得將赤尊公主遠嫁至吐蕃。尺尊公主篤信佛教，以佛像、金银器、丝绸等物为陪嫁品进入吐蕃，为佛教传入吐蕃之始。
尺尊公主来到吐蕃之後，修建了多間佛寺，其中以大昭寺最為著名。
因為瘟疫流行，據說松贊干布與尺尊公主在649年過世，松贊干布死後，成為一道光芒，進入大昭寺的木製佛像之中。

## 傳說
西藏人尊奉尺尊公主與文成公主，相傳觀世音菩薩因為見到吐蕃人民的痛苦，流下兩滴眼淚，成為度母，化身為兩位公主，至吐蕃來解除人民的苦難：其中白度母變身為尺尊公主，而文成公主為綠度母的化身（另一種說法，指尺尊公主為綠度母，文成公主為白度母）。

## 現代考證
留存到現代的歷史文獻，對於尺尊公主的記載都不多，對尺尊公主的記載，主要來自於據說是巴·赛囊所著的史書《巴协》，索南坚赞著《西藏王统记》以及布頓所著《布頓佛教史》。在敦煌文献、吐蕃金石铭刻及漢語史書等資料裏，都沒有提到尺尊公主，引起朱塞佩·圖齊等學者的懷疑，認為尺尊公主是虛構的。但是因為在當時，西藏與尼泊爾之間的關係緊密，部份學者仍然相信，這個通婚之舉是極有可能的，不能因為被附加其上的神話色彩而排斥這個說法。
尺尊公主入藏的時間，各史書記載不同，但都認同是松贊干布16歲時正式迎娶尺尊公主。松贊干布的生年不詳，有569年、593年、617年、629年等不同的說法；如果以最被接受的617年來推算，尺尊公主應是於633年入藏與松贊干布結婚。据《新编尼泊尔史》，光胄王可能死于621年，因此尺尊公主出嫁吐蕃之事应发生在621年之前。時間上的出入，也引起學者懷疑。
根據《舊唐書》，鴦輸伐摩王過世後，他的弟弟取得王位，其子那陵提婆逃至吐蕃，在641年借助吐蕃之力回國即位，此後尼泊爾成為吐蕃的藩屬。鴦輸伐摩传位给前朝国王濕婆提婆的长子乌达亚·德瓦二世（Udayadeva），但乌达亚·德瓦旋即被自己的弟弟毗湿奴·笈多（Bhīmārjunadeva）篡位。乌达亚·德瓦二世之子纳伦德拉德瓦（Narendradeva，那陵提婆）逃往吐蕃。吐蕃派兵入侵尼婆罗，杀死毗湿奴·笈多，拥立纳伦德拉德瓦为国王，自此泥婆罗成为吐蕃属国。根據西藏傳說，尺尊公主跟那陵提婆為兄弟姐妹關係。因此，尺尊公主可能是在這場內亂中，隨那陵提婆至西藏，與松贊干布結婚。

## 脚注
1. ↑  “拜”（藏語：བལ་，威利转写：bal）是当时藏族人对泥婆罗的简称，“木”（藏語：མོ，威利转写：mo）在藏语中是“女子”的意思，“萨”（藏語：བཟའ，威利转写：bza'）是“妻室”的意思。（《西藏王统记》，索南坚赞著，刘立千译注。民族出版社，2000年2月出版。参见24页正文以及170页的脚注198）
2. ↑  参见才让著《吐蕃史稿》59~60页。但因為早期歷史並沒有這一記載，有些学者对其真实性提出质疑。参见朱塞佩·圖齊所著的《松贊干布的妻子們 （页面存档备份，存于）》，第121-130頁
3. ↑  《布頓佛教史》第五章〈藏地佛教〉：「此後，松贊干布派人從印度請來，自然生成的蛇心旃檀十一面觀音像。與泥婆羅光鎧王之公主赤尊成婚，公主帶來不動金剛佛像（註：佛陀八歲等身像）、彌勒像、旃檀度母像。與漢王（註：唐太宗）獅子王之漢公主（註：文成公主）成婚，公主請來幻現的覺臥像（註：佛陀十二歲等身像）。」
4. ↑  《布頓佛教史》第五章〈藏地佛教〉：「此王執掌國政六十九年，八十二歲時駕崩。與此同時，漢公主謂：『將釋迦牟尼像，從小昭寺請到大昭寺北牆房間隱藏，用泥塗抹殿門，上繪文殊像。』語畢，與赤尊、藏王一起，三人同時融入大悲觀世音像中而逝。諸大臣遂按遺囑，調換了覺臥佛和不動金剛佛二像的位置。」
5. ↑  G. Tucci：“The wives of Srong btsan sgam po” （页面存档备份，存于）,Oriens Extremes
6. ↑  Snellgrove, David. 1987. Indo-Tibetan Buddhism: Indian Buddhists and Their Tibetan Successors. 2 Vols. Shambhala, Boston, Vol. II, pp. 416-417.
7. ↑  《舊唐書》卷198〈泥婆羅國〉：「那陵提婆之父，為其叔父所篡，那陵提婆逃難於外，吐蕃因而納焉，克復其位，遂羈屬吐蕃。」
8. ↑  《敦煌本吐蕃历史文书·吐蕃大事紀年》：“杀泥婆罗之宇那笈多（ཡུ་སྣ་ཀུག་ཏི།），立那日巴巴（ན་རི་བ་བ།）为王。”